# العلاقات الصينية اللوكسمبورغية
العلاقات الصينية اللوكسمبورغية هي العلاقات الثنائية التي تجمع بين الصين ولوكسمبورغ.

## مقارنة بين البلدين
هذه مقارنة عامة ومرجعية للدولتين:
| وجه المقارنة                                              | الصين                    | لوكسمبورغ                                                     |
| --------------------------------------------------------- | ------------------------ | ------------------------------------------------------------- |
| المساحة (كم2)                                             | 9.60 مليون               | 2.59 ألف                                                      |
| عدد السكان (نسمة)                                         | 1.33 مليار               | 599.45 ألف                                                    |
| الكثافة السكانية (ن./كم²)                                 | 138.54                   | 231.45                                                        |
| العاصمة                                                   | بكين                     | لوكسمبورغ                                                     |
| اللغة الرسمية                                             | اللغة الصينية القياسية   | اللغة اللوكسمبورغية، لغة فرنسية، اللغة الألمانية              |
| العملة                                                    | رنمينبي                  | يورو، فرنك لوكسمبورغ                                          |
| الناتج المحلي الإجمالي (بليون دولار)                      | 12.24 تريليون            | 62.40 مليار                                                   |
| الناتج المحلي الإجمالي (تعادل القوة الشرائية) بليون دولار | 19.82 تريليون            | 58.13 مليار                                                   |
| الناتج المحلي الإجمالي الاسمي للفرد دولار أمريكي          | 8.03 ألف                 | 101.45 ألف                                                    |
| الناتج المحلي الإجمالي للفرد دولار أمريكي                 | 13.21 ألف                | 101.93 ألف                                                    |
| مؤشر التنمية البشرية                                      | 0.728                    | 0.892                                                         |
| رمز المكالمات الدولي                                      | +86                      | +352                                                          |
| رمز الإنترنت                                              | .cn، .中国 ‏، .中國 ‏      | .lu                                                           |
| المنطقة الزمنية                                           | توقيت الصين، ت ع م+08:00 | توقيت وسط أوروبا، ت ع م+01:00، ت ع م+02:00، أوروبا/لوكسمبورج ‏ |

## منظمات دولية مشتركة
يشترك البلدان في عضوية مجموعة من المنظمات الدولية، منها:
| علم المنظمة | اسم المنظمة                               | تاريخ انضمام الصين | تاريخ انضمام لوكسمبورغ |
| ----------- | ----------------------------------------- | ------------------ | ---------------------- |
|             | بنك التنمية الآسيوي                       | 1986               | 2003                   |
|             | وكالة ضمان الاستثمار متعدد الأطراف        | 30 أبريل 1988      | 29 أغسطس 1991          |
|             | الأمم المتحدة                             | 25 أكتوبر 1971     | 24 أكتوبر 1945         |
|             | الفريق المعني برصد الأرض                  | ?                  | ?                      |
|             | منظمة حظر الأسلحة الكيميائية              | ?                  | ?                      |
|             | منظمة التجارة العالمية                    | 11 ديسمبر 2001     | ?                      |
|             | منظمة الشرطة الجنائية الدولية             | ?                  | ?                      |
|             | البنك الإفريقي للتنمية                    | ?                  | ?                      |
|             | مؤسسة التنمية الدولية                     | 24 سبتمبر 1960     | 4 يونيو 1964           |
|             | يونسكو                                    | 4 نوفمبر 1946      | 27 أكتوبر 1947         |
|             | الاتحاد البريدي العالمي                   | ?                  | ?                      |
|             | البنك الدولي للإنشاء والتعمير             | 27 ديسمبر 1945     | 27 ديسمبر 1945         |
|             | الاتحاد الدولي للاتصالات                  | 1 سبتمبر 1920      | 2 مارس 1866            |
|             | مؤسسة التمويل الدولية                     | 15 يناير 1969      | 4 أكتوبر 1956          |
|             | المركز الدولي لتسوية المنازعات الاستشارية | 6 فبراير 1993      | 29 أغسطس 1970          |
|             | مجموعة الموردين النوويين                  | ?                  | ?                      |

## وصلات خارجية
- موقع وزارة الخارجية الصينية
- موقع وزارة الخارجية اللوكسمبورغية